# 矢口台
矢口台（やぐちだい）は、神奈川県横浜市中区の町名。住居表示は未実施で、丁目は設けられていない。

## 地理
中区の中部、JR根岸線山手駅の南東に町域を持つ。北は立野、北東は西之谷町、東は本牧緑ケ丘、南は池袋、西は豆口台、北西は山手駅のホームをはさんで仲尾台に接する。町域の大部分が丘陵の住宅街で、南東部には会員制スポーツクラブ「横浜カントリー・アンド・アスレティック・クラブ」がある。最寄駅は町の北にあるJR根岸線山手駅で、町内の地下を南北に根岸線のトンネルが通る。

## 歴史
古くは久良岐郡根岸村の一部で、1901年（明治34年）に横浜市に編入され、横浜市根岸町となる。1933年（昭和8年）4月1日に根岸町の一部から矢口台が新設された。「ヤ」は谷戸を表すと考えられ、矢口台の地名は谷戸の入口に隣接する丘陵地帯を意味すると推測される。

## 世帯数と人口
2025年（令和7年）6月30日現在（横浜市発表）の世帯数と人口は以下の通りである。
| 町丁   | 世帯数  | 人口    |
| ------ | ------- | ------- |
| 矢口台 | 781世帯 | 1,425人 |

### 人口の変遷
国勢調査による人口の推移。
| 年                 | 人口  |
| ------------------ | ----- |
| 1995年（平成7年）  | 1,319 |
| 2000年（平成12年） | 1,391 |
| 2005年（平成17年） | 1,348 |
| 2010年（平成22年） | 1,401 |
| 2015年（平成27年） | 1,406 |
| 2020年（令和2年）  | 1,406 |

### 世帯数の変遷
国勢調査による世帯数の推移。
| 年                 | 世帯数 |
| ------------------ | ------ |
| 1995年（平成7年）  | 563    |
| 2000年（平成12年） | 599    |
| 2005年（平成17年） | 628    |
| 2010年（平成22年） | 674    |
| 2015年（平成27年） | 667    |
| 2020年（令和2年）  | 719    |

## 学区
市立小・中学校に通う場合、学区は以下の通りとなる（2024年11月時点）。
| 番・番地等 | 小学校             | 中学校               |
| ---------- | ------------------ | -------------------- |
| 全域       | 横浜市立立野小学校 | 横浜市立仲尾台中学校 |

## 事業所
2021年現在の経済センサス調査による事業所数と従業員数は以下の通りである。
| 町丁   | 事業所数 | 従業員数 |
| ------ | -------- | -------- |
| 矢口台 | 6事業所  | 49人     |

### 事業者数の変遷
経済センサスによる事業所数の推移。
| 年                 | 事業者数 |
| ------------------ | -------- |
| 2016年（平成28年） | 5        |
| 2021年（令和3年）  | 6        |

### 従業員数の変遷
経済センサスによる従業員数の推移。
| 年                 | 従業員数 |
| ------------------ | -------- |
| 2016年（平成28年） | 62       |
| 2021年（令和3年）  | 49       |

## その他

### 日本郵便
- 郵便番号：231-0831[3]（集配局：横浜港郵便局[17]）

### 警察
町内の警察の管轄区域は以下の通りである。
| 番・番地等 | 警察署     | 交番・駐在所 |
| ---------- | ---------- | ------------ |
| 全域       | 山手警察署 | 山手駅前交番 |